# Хашемек
Хашемек (перс. هاشمک‎) — село на севере Ирана, в остане Тегеран. Входит в состав шахрестана Демавенд. Является частью дехестана (сельского округа) Джемабруд бахша Меркези.

## География
Село находится в восточной части остана, к югу от автодороги 79, на расстоянии приблизительно 6 километров (по прямой) к юго-востоку от города Демавенд, административного центра шахрестана. Абсолютная высота — 2038 метров над уровнем моря.

## Население
По данным переписи 2006 года население села составляло 111 человек (54 мужчины и 57 женщин). В Хашемеке насчитывалось 30 домохозяйств. Уровень грамотности населения составлял 72,1 %. Уровень грамотности среди мужчин составлял 77,8 %, среди женщин — 66,7 %.
В 2016 году в селе имелось 25 домохозяйств и проживало 86 человек (47 мужчин и 39 женщин).